# Ralbitz
Ralbitz (Oppersorbisch: Ralbicy) is een plaats in de Duitse gemeente Ralbitz-Rosenthal in de deelstaat Saksen. Het dorp telt 319 inwoners (2016). Ralbitz heeft een overwegend Sorbische bevolking.